# 国竹七郎
国竹 七郎（國竹、くにたけ しちろう、1926年 - 1997年2月10日）は、昭和から平成時代前期の労働運動家。

## 経歴
佐世保重工業（SSK）の労働組合「労働組合佐世保労愛会」（現・佐世保重工労働組合）の会長（1969年-1982年）。IMF-JC九州地方連絡会議議長（1976年度から1979年度）。1979年2月に坪内寿夫新社長が提示した合理化三項目を受諾（上部団体の同盟・造船重機労連は三項目の受諾を非難）。その後、会社側の労務政策で退職者が続出したため、同年12月から1980年2月まで5波592時間のストに突入し組合側が勝利した（佐世保闘争、SSK闘争）。労使協調を掲げた組合がストに立ち上がったことは左翼からも評価を受けたが、造船重機労連側には他の造船会社の脅威となるSSKの合理化を止めたい、労愛会幹部側には労働者の反乱を止めたい、国政選挙に向けて名前を売りたいという思惑があったとされる。1980年6月の第36回衆議院議員総選挙に長崎2区から民社党公認で立候補したが、定員4人で8人中6位、得票数39,848票、得票率11.5%で落選した。1997年2月10日、急性呼吸不全のため死去。一周忌に妻が遺稿集『わが人生に悔いなし――國竹七郎遺稿集』（森誠・力武伊佐夫編、國竹孝子、1998年）を刊行した。

## 関連文献
- 久保田達郎「SSK闘争二つの側面 (PDF) 」『水牛通信』Vol.2 No.4（水牛編集委員会、1980年）
- 鎌田慧『ロボット時代の現場――極限の合理化工場』（三一書房、1982年）
- 落合信彦『戦いいまだ終らず』（集英社、1984年／集英社文庫、1990年）
- 高杉良『太陽を、つかむ男――小説坪内寿夫』（角川書店、1985年／角川文庫、1987年）
  - 『小説会社再建――太陽を、つかむ男』（集英社文庫、1991年）
  - 『小説会社再建』（講談社文庫、2008年）
- 鎌田慧『この国の奥深く――法を撃つ人びと』（日本評論社、1986年）
  - 『非国民!?――法を撃つ人びと』（岩波書店［同時代ライブラリー］、1990年）
- 香月五郎『労働組合は死んだ』（文芸社、1999年）
- 鈴木博「経営危機における労使関係の諸相:佐世保重工争議前の労使交渉の考察を通じて」（PDF）『大原社会問題研究所雑誌』特別第602号、法政大学大原社会問題研究所、2008年、33-50頁、CRID 1520009408419362048、ISSN 09129421。